# بنزآمیدین
بنزآمیدین (به انگلیسی: Benzamidine) با فرمول شیمیایی C۷H۸N۲ یک ترکیب شیمیایی با شناسه پاب‌کم ۲۳۳۲ است. که جرم مولی آن ۱۲۰٫۱۵ g/mol می‌باشد. 